# Мідний змій
Мідний змій (івр. נְחַשׁ הַנְּחֹשֶׁת, трансліт. нахаш га-нехошет) — сакральна мідна змія, що згадується у Біблії. 4 М. 21:4–9

## Біблійна історія
Одного разу за ремствування євреї були покарані Богом появою безлічі отруйних змій, які жалили людей, так що багато вмирало. Євреї розкаялись і просили Мойсея помолитися за них Богові. Господь повелів Мойсеєві зробити мідного змія і повісити його на знамено. І хто з ужалених дивився з вірою на мідного змія, той залишався живим.
|  | І послав Господь на той народ зміїв сарафів, і вони кусали народ. І померло багато народу з Ізраїля. І прийшов народ до Мойсея та й сказав: Згрішили ми, бо говорили проти Господа та проти тебе. Молися до Господа, і нехай Він забере від нас цих зміїв. І молився Мойсей за народ. І сказав Господь до Мойсея: Зроби собі сарафа, і вистав його на жердині. І станеться, кожен покусаний, як погляне на нього, то буде жити. І зробив Мойсей мідяного змія, і виставив його на жердині. І сталося, якщо змій покусав кого, то той дивився на мідяного змія і жив! 4 М. 21:6–9 |

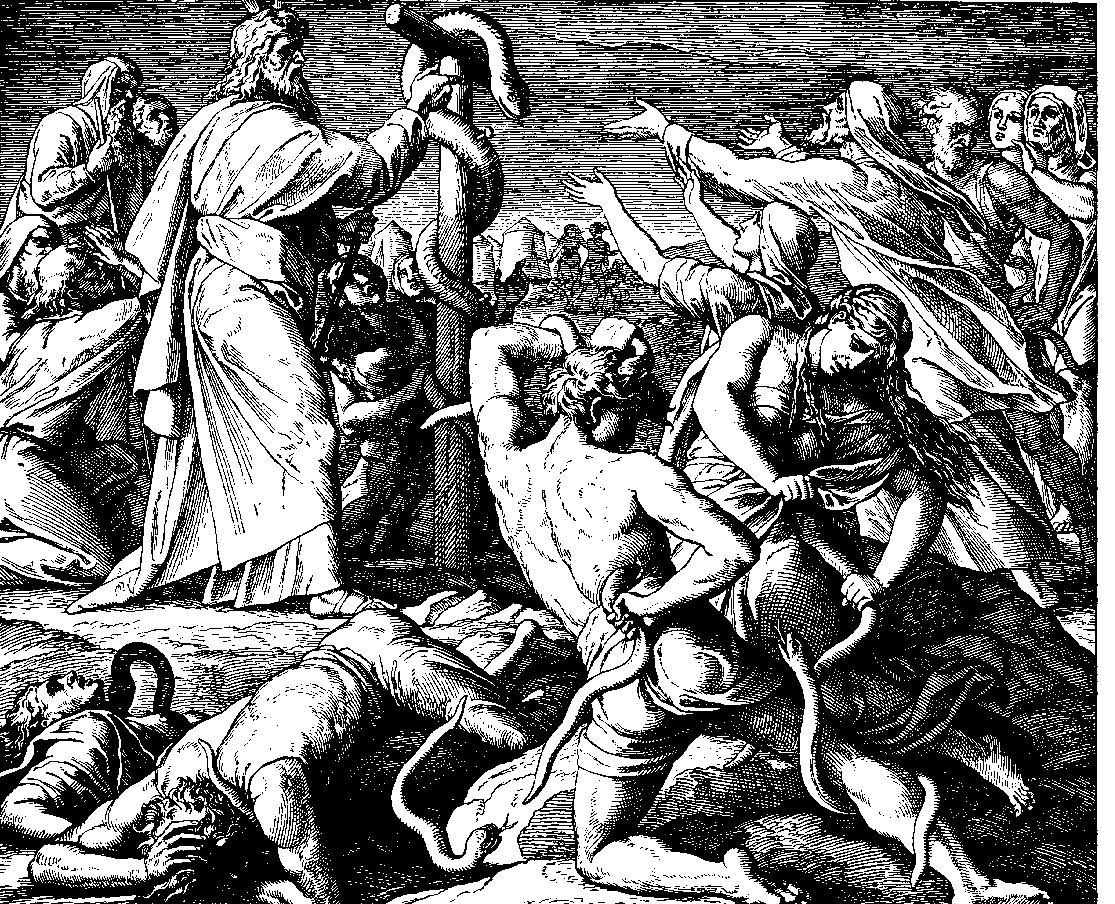

За час сорокалітнього подорожування всі євреї, які вийшли з Єгипту дорослими, повмирали, крім Ісуса Навина і Халева. Народилось нове покоління, якому було суджено вступити в землю обітовану. В останній рік подорожування помер і Мойсей. Перед своєю смертю він поставив вождем
замість себе Ісуса Навина